# أولكسندر ساليوك جونيور
أولكسندر ساليوك جونيور (بالأوكرانية: Олександр Салюк, молодший) مواليد 16 يوليو 1978، هو سائق راليات أوكراني بدأ مسيرته في سنة 2010. فاز برالي أوكرانيا في 2006، 2007، 2009، 2010 و 2012. شارك في بطولة العالم للراليات.

## وصلات خارجية
- أولكسندر ساليوك جونيور على موقع Rallye-info.com (الإنجليزية)
- أولكسندر ساليوك جونيور على موقع eWRC-results.com (الإنجليزية)

- http://www.ascania-racing.com